# Kwas diaminopelargonowy
Kwas diaminopelargonowy – organiczny związek chemiczny z grupy aminokwasów, pochodna kwasu pelargonowego. Jest produktem pośrednim biosyntezy witaminy H. Powstaje z aminoketopelargonianu pod wpływem aminotransferazy aminoketopelargonianowej, następnie jest przekształcany do detiobiotyny przez enzym syntazę detiobiotyny.